# 楊梓瑤 (2003年)
楊梓瑤（英語：Amina Yeung Tsz-yiu，2003年4月11日—），荷蘭籍香港女藝人，2024香港小姐競選季軍、「才藝女神大獎」及「智囊百選女神大獎」得主。

## 簡歷

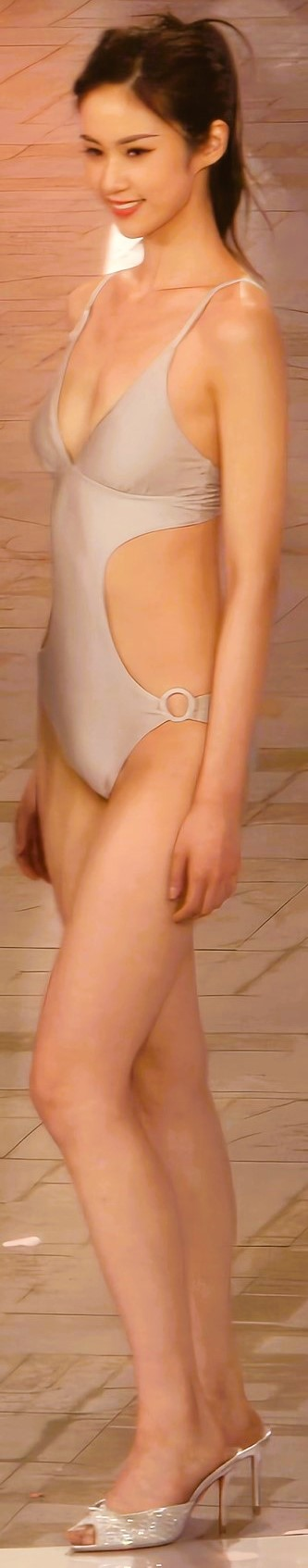
2024年9月15日，楊梓瑤參與2024香港小姐競選決賽泳裝問答環節

楊梓瑤於荷蘭馬斯垂克出生，後於荷蘭長大，其父是香港人，其母則是河南人。楊梓瑤能操荷蘭語、英語、粵語及普通話，在中學時期學習過德語及法語。 大學就讀於北京電影學院，並有學習中國劍術和戲劇，志願成為演員。 2022年，楊梓瑤曾為於北京舉辦的2022年冬季奧林匹克運動會，參與「二十四節氣」短片拍攝，後又於閉幕典禮中「折柳寄情」篇章作演出。 2023年，代表北京賽區的楊梓瑤於長沙參與中國內地選美活動第十二屆世界旅遊文化小姐大賽並奪得中國區冠軍。
2024年，楊梓瑤參選2024香港小姐競選，身高179公分的她成為當屆身高最高的參選佳麗，並被歸入海外組佳麗。 她於9月15日舉辦的決賽中泳裝問答環節因選取楊枝甘露作兩餸飯的菜式而引起討論，最終獲頒季軍、「才藝女神大獎」及「智囊百選女神大獎」獎項。其後加入無綫電視任女藝員。

## 曾獲獎項與提名
| 年份   | 頒獎單位         | 獎項             | 作品   | 結果 |
| ------ | ---------------- | ---------------- | ------ | ---- |
| 2024年 | 2024香港小姐競選 | 季軍             | 不適用 | 獲獎 |
| 2024年 | 2024香港小姐競選 | 才藝女神大獎     | 不適用 | 獲獎 |
| 2024年 | 2024香港小姐競選 | 智囊百選女神大獎 | 不適用 | 獲獎 |

## 影響
楊梓瑤於港姐決賽的楊枝甘露對答成為話題後，市面上不少商家乘勢推出楊枝甘露關連產品的促銷。

## 外部連結
- 楊梓瑤的Instagram帳戶
- 楊梓瑤的新浪微博

| 前任： 王敏慈 | 香港小姐競選季軍 2024年 | 繼任： 現任 |